# Список швейцарських турків
Це список відомих швейцарських турків.

## Академія

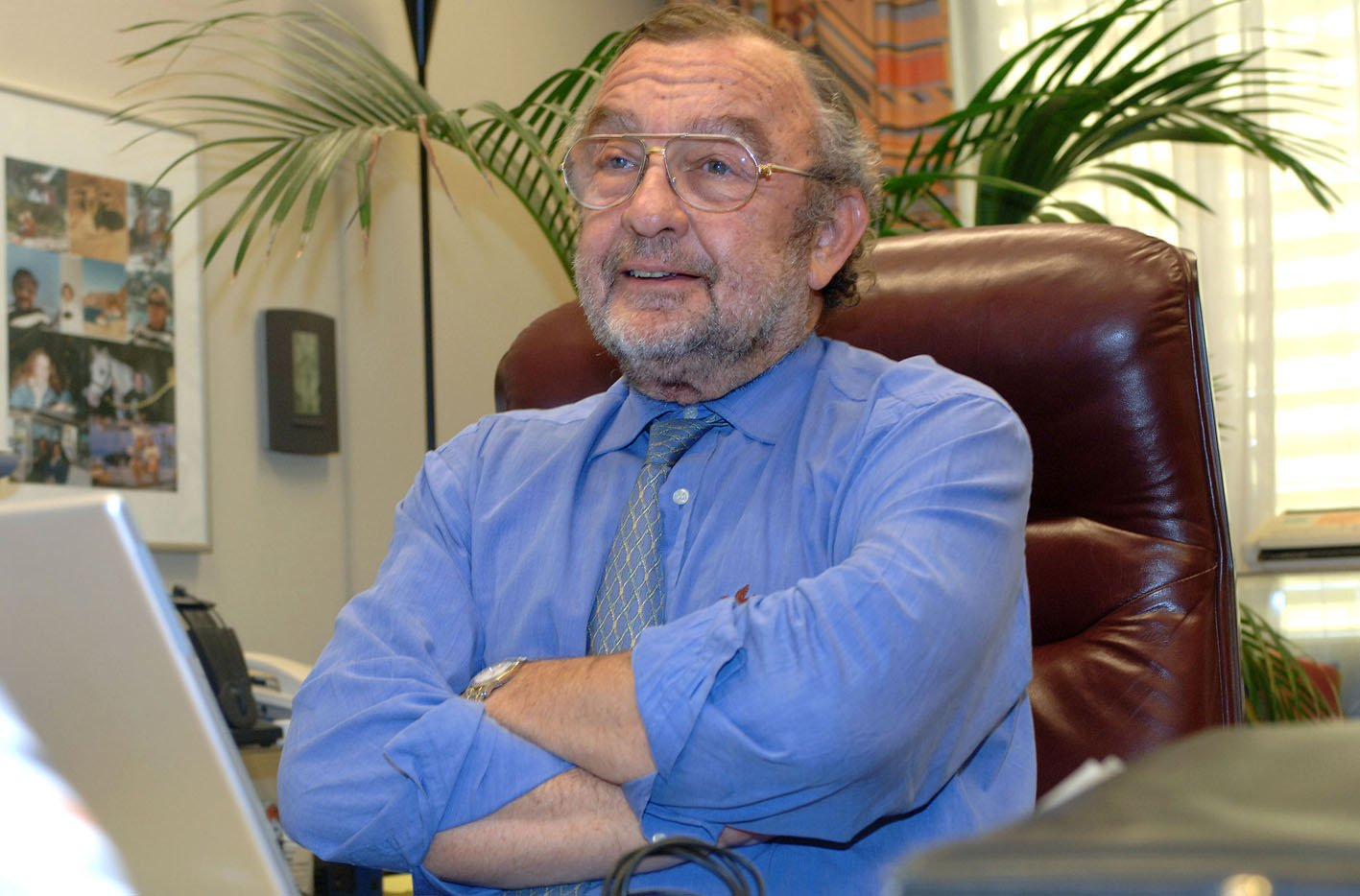
Мурат Кунт.

- Хатідже Алтуг - професор біоінженерії у Федеральній політехнічній школі Лозанни
- Мурат Кунт - вчений
- Несіп Мустафа Мертер - психіатр
- Саліх Нефтчі - професор економіки Університету Нової школи ( турецько-іракське походження)
- Уляй Вогт-Гюкніл - історик архітектури

- Жан-Люк Бенозільо - письменник і видавничий редактор (батько турецького походження)
- Ата Бозаці - графічний дизайнер, ілюстратор і художник
- Байдар Юзкан - журналіст і поет
- Ерсой Їлдірім - письменник

- Дені Бахар - генеральний директор Lotus Cars [1]
- Еліф Зьозен-Коль - банкір і невістка колишнього канцлера Німеччини Гельмута Коля

## Кіно і телебачення

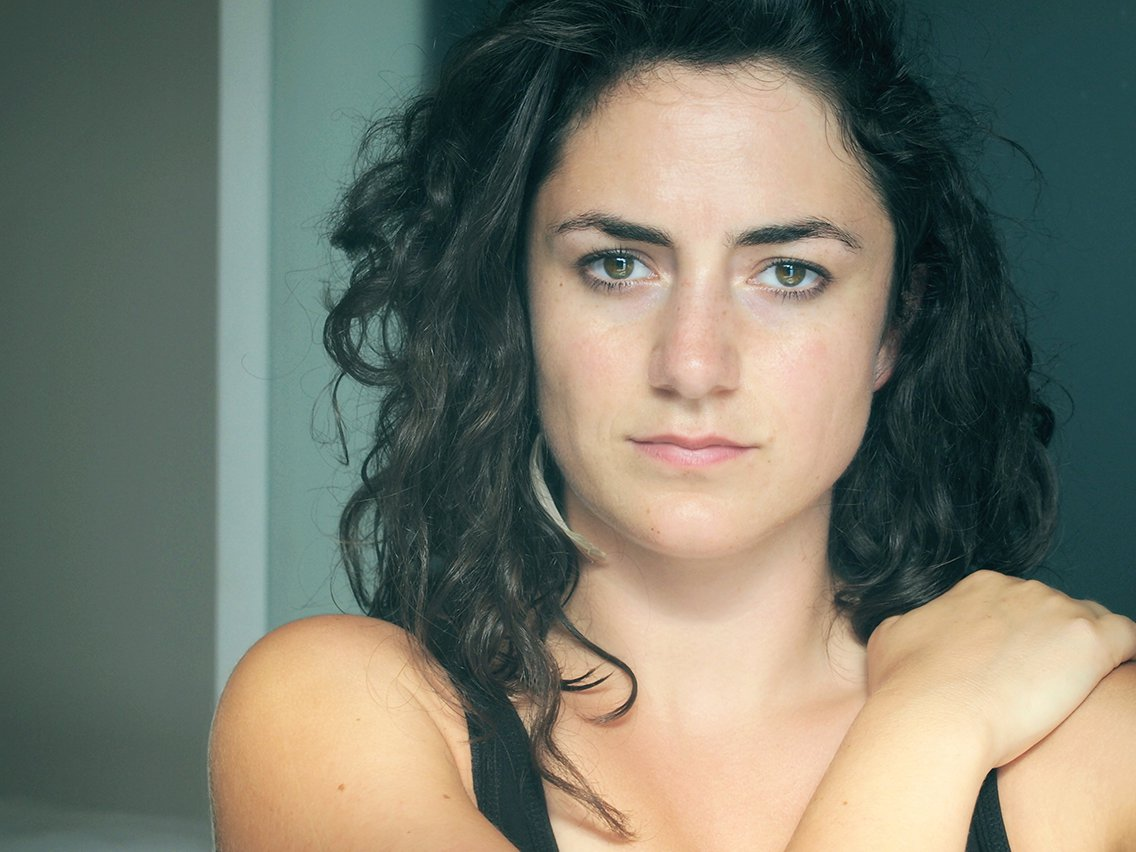
Суна Гюрлер.

- Гюльша Адільджі, телеведуча (мати турецького походження з Косова) [2]
- Suna Gürler[de], режисер, актриса і театральний педагог
- Cihan Inan[de], кінорежисер і сценарист
- Kaya Inan[de], кіноредактор
- Esen Işık[de], режисер і сценарист
- Güzin Kar[de], кінорежисер, сценарист і оглядач
- Баран бо Одар, кіно- і телевізійний режисер і сценарист (мама-турець)
- Beren Tuna[de], актриса ( турецьке німецьке походження)
- Лале Яваш, актриса
- Semih Yavsaner[de], комік [3]

## Дизайн
- Ів Бехар, промисловий дизайнер (батько-турець) [4]
- Ezgi Cinar[de], модельєр

## Музика
- Еркан Акі, співак [5]
- Емель Айканат, співак [6]
- Бенденіз, співак [7]

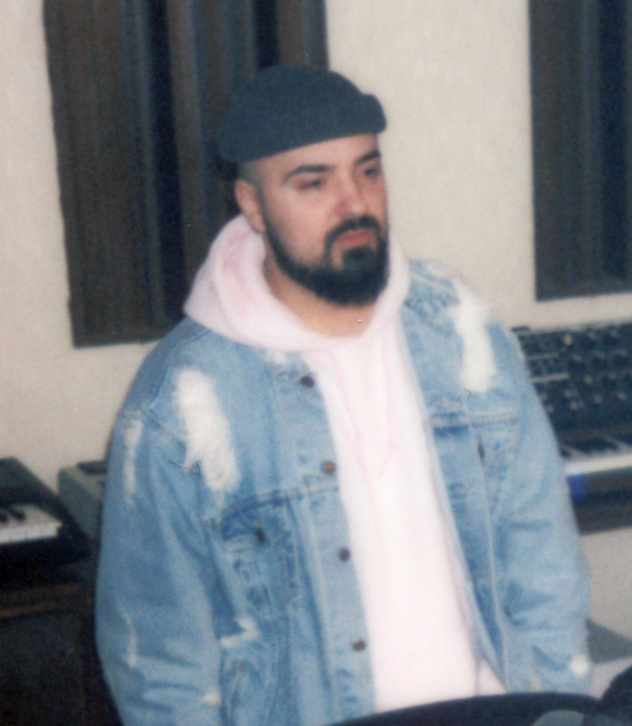
ОЗ.

- Sir Colin[de], діджей та продюсер хаус-музики
- Фернандо Корена, оперний співак (турецький батько) [8]
- Ердал Кизилчай, музикант [9]
- OZ, продюсер звукозапису
- Атилла Шерефту, автор пісень [10]
- Генч Осман Яваш, співак [11]
- Attila Vural[de], гітарист
- Ben Whale[de], співак, репер і продюсер (мама-туречка і батько-швейцарець)

## політика
- Talha Uğur Çamlıbel[de], член партії Greens
- Leyla Gül[de], співсекретар партії SP

## Релігія
- Kerem Adigüzel[de], тафсир

## Спорт

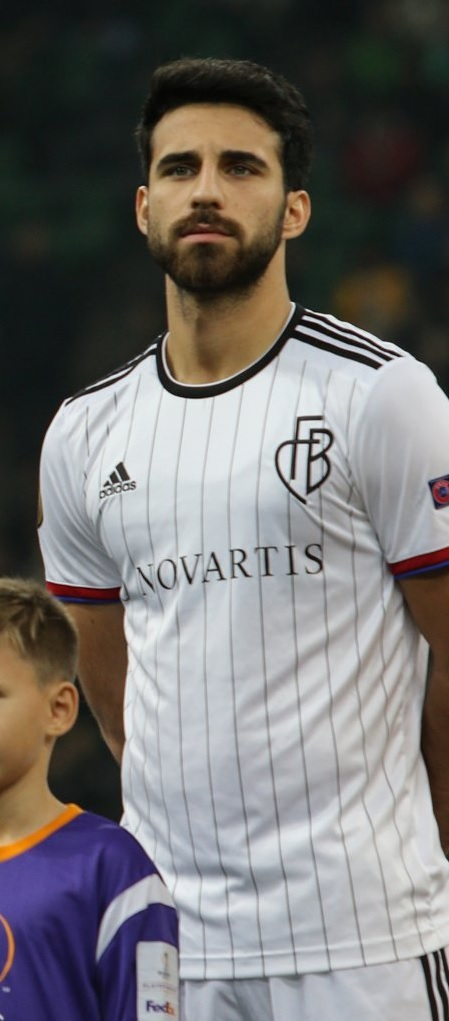
Ерай Комерт.

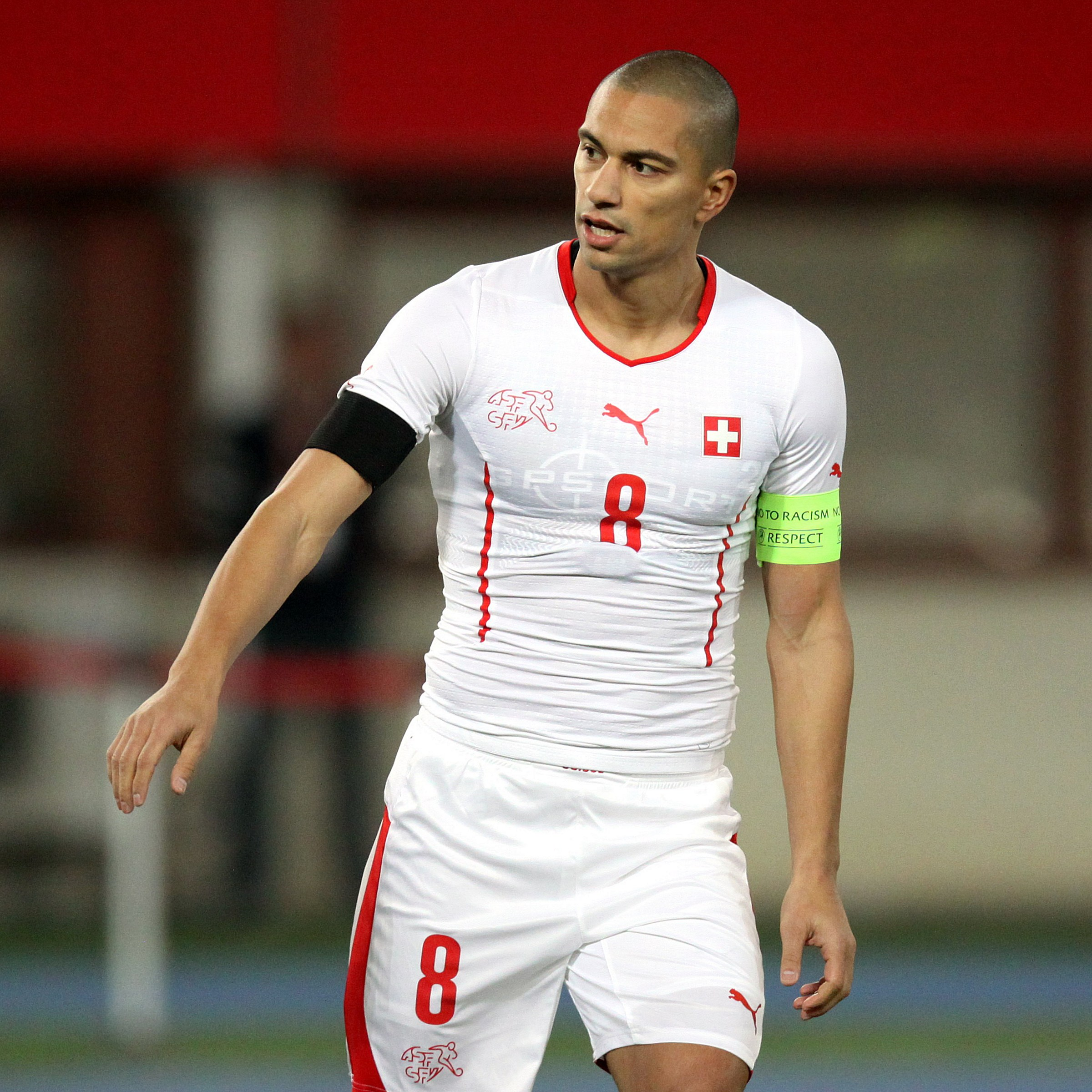
Гекхан Інлер.

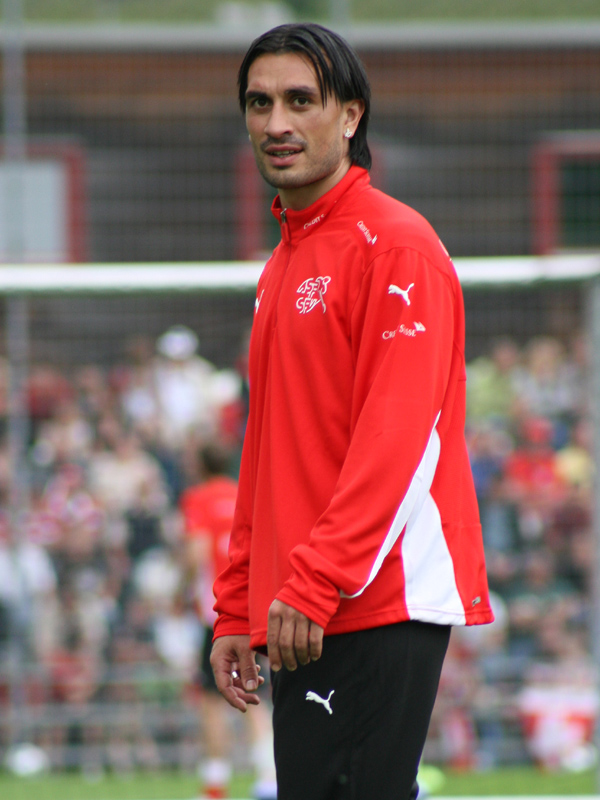
Хакан Якін.

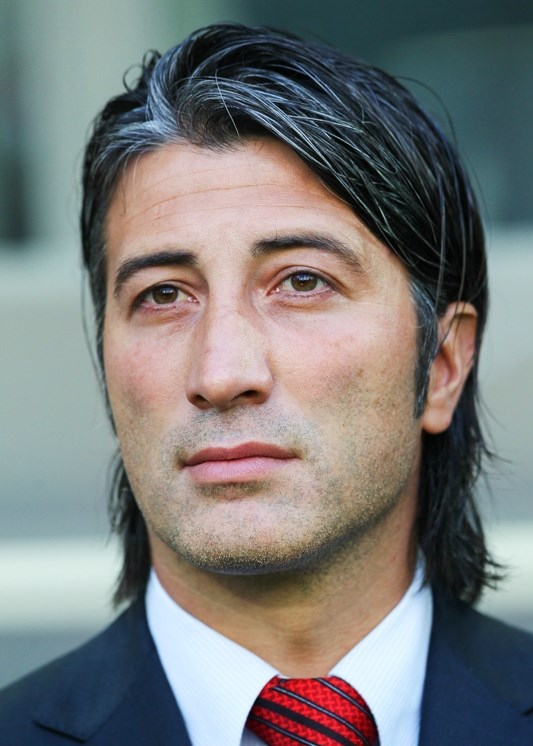
Мурат Якін.

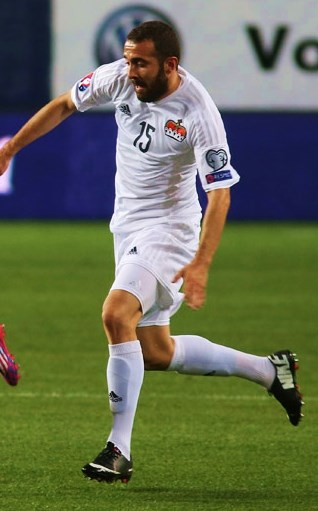
Сейхан Йилдіз.

- Ендоган Аділі, футболіст
- Харун Альсой, футболіст
- Дірен Акдемір, футболіст
- Сінан Акденіз[de], футболіст
- Муса Араз, футболіст
- Ергун Беріша, футболіст
- Ченгіз Бічер, футболіст
- Ендер Ченгель, футболіст
- Тунахан Чичек, футболіст
- Ерай Комерт, футболіст
- Ферхат Чокмюш, футболіст [12]
- Hakan Demirci[de], футболіст
- Фатіх Доган[de], футболіст
- Бурак Еріс, футболіст
- Керім Фрай, футболіст
- Левент Гюлен, футболіст
- Самет Гундуз, футболіст
- Алі Імрен[de], футболіст
- Гекхан Інлер, футболіст [13]
- Енес Кантер, баскетболіст [14]
- Ертан Ірізік, футболіст
- Серкан Ізмірліоглу[de], футболіст
- Ерхан Кавак, футболіст [15]
- Давид Деніз Кілінч[de], футболіст
- Давид Кілінч, футболіст
- Байкал Кулакшизоглу, футболіст
- Беркан Кутлу, футболіст
- Деніз Менді, футболіст
- Ахмет Озджан, футболіст
- Аттіла Шахін, футболіст
- Ерджюмент Шахін, футболіст
- Серкан Шахін, футболіст
- Ділавер Сатилміш, футболіст [16]
- Гюркан Серметр, футболіст
- Беркай Сулюнгьоз[de], футболіст
- Озкан Таштемур[de], футболіст
- Емір Томбул, футболіст
- Ілкер Тугал[de], футболіст
- Кубілай Тюркїлмаз, футболісти [17]
- Нечіп Уграс, футболіст
- Мурат Урал, футболіст
- Хакан Якін, футболіст
- Мурат Якін, футболіст
- Урсал Ясар, футболіст
- Сейхан Йилдіз, футболіст

## Дивіться також
- Турки в Швейцарії
- Список швейцарців